# هادي خشبة
هادي شريف خشبة لاعب كرة قدم مصري شهير لعب للنادي الأهلي المصري ولمنتخب مصر لكرة القدم. من مواليد أسيوط في 19 ديسمبر 1972، وبدأ حياته الكروية في نادي أسيوط مسقط رأسه، لكن بدايته الحقيقية كانت انضمامه لمنتخب الناشئين تحت 16 عاما تحت قيادة سيد الطباخ عام 1988.
بعد تألٌقه مع منتخب الناشئين تعاقد معه النادي الأهلي، ولم يستمر كثيرا بين صفوف الناشئين والشباب، إذ لعب مباراته الأولى مع الفريق الأول في ديسمبر 1989 أمام فريق السويس في دورة تنشيطية أقامها اتحاد كرة القدم آنذاك بسبب توقف النشاط الكروي لمشاركة منتخب مصر في كأس العالم1990.
و جاءت مشاركته الرسمية الأولى في الدوري الممتاز في موسم 1990-1991 أمام نادي الأوليمبي، في لقاء فاز به الأهلي بهدفين نظيفين، وفي نفس الموسم حصل خشبة على لقب أفضل لاعب صاعد في مصر.
حصل على لقب أفضل لاعب في مصر موسم 1995-1996
و على الصعيد الدولي، كان عضوا دائما في المنتخبات المختلفة حتى وصل إلى المنتخب الأول، وفاز مع منتخب الشباب عام 1991 بلقب كأس الأمم الأفريقية، وشارك مع المنتخب الأوليمبي في دورة الألعاب الأوليمبية في برشلونة عام 1992، وأحرز هدفين في مرمى كولومبيا.
و قد تخطى عدد مبارياته الدولية الرقم 90

## روابط خارجية
- هادي خشبة على موقع الاتحاد الدولي (مؤرشف)  (الإنجليزية)
- هادي خشبة على موقع قاعدة بيانات كرة القدم.إي يو (الإنجليزية)
- هادي خشبة على موقع ناشيونال فوتبول تيمز (الإنجليزية)
- هادي خشبة على موقع أوليمبيديا (الإنجليزية)